# Chopstick Brothers
Chopstick Brothers (tiếng Việt: Anh em đôi đũa, Giản thể: 筷子兄弟) là một bộ đôi người Bắc Kinh - Trung Quốc được công chúng biết đến vào năm 2010 qua video "Old Boys" của họ. Năm 2014, Chopstick Brothers tự tay viết kịch bản và là đạo diễn cũng như đóng vai chính ở phim Old Boys: The Way of the Dragon dựa trên video virus hồi năm 2010. Cũng trong năm này, Chopstick Brothers hợp tác cùng T-ara (gồm 4 thành viên: Qri, Eunjung, Hyomin và Jiyeon) cho ra mắt ca khúc "Little Apple". Là bài hát quảng bá của phim, "Little Apple" đã chiến thắng giải thưởng International Song Award trong lễ trao giải American Music Awards 2014 và nhiều giải về MV.

## Thành viên
1. Tiêu Ương (sinh năm 1980 tại Hà Bắc)[1]
2. Vương Thái Lợi (sinh năm 1969 tại Sơn Đông)[1][2]

## Phim tham gia
- Fake Fiction (2013)
- Old Boys: The Way of the Dragon (2014)
- Kiếm Rồng (2015)
- The Amazing Race 2 (2015)
- Chuyển phát nhanh siêu cấp (2016; chỉ có Tiêu Ương tham gia)
- Thám tử phố Hoa 2 (2018; chỉ có Tiêu Ương tham gia)
- Ngộ sát (2019; chỉ có Tiêu Ương tham gia)
- Endgame (2020)
- Thám tử phố Hoa 3 (2021; chỉ có Tiêu Ương tham gia)
- Sister (2021; chỉ có Tiêu Ương tham gia)

## Chương trình truyền hình
- Running Man mùa 3 (Tập 3)